# Liigvalla
Liigvalla  est un village de la Commune de Rakke, dans le Comté de Viru-Ouest, en Estonie.
Il se situe à la limite du Comté de Viru-Ouest et du Comté de Järva auquel il était par le passé rattaché.
Il abrite un manoir germano-balte ayant appartenu à une branche cadette de la famille noble Rehbinder, le Manoir de Löwenwolde, construit en 1797 dans un style baroque tardif.

## Source
- (et) Cet article est partiellement ou en totalité issu de l’article de Wikipédia en estonien intitulé « Liigvalla » (voir la liste des auteurs).